# Romualdo Pascual de Tejada
Romualdo Pascual de Tejada y García (Laguna de Cameros, La Rioja, 4 de febrero de 1754 – Cádiz, 14 de enero de 1824) fue un comerciante y político.

## Biografía
Hijo del matrimonio formado por Manuel Pascual, caballero divisero del Antiguo e Ilustre Solar de Tejada, ganadero trashumante y comerciante de paños, y su esposa María García Jalón, naturales de Laguna de Cameros.
En uno de los viajes anuales hacia la comarca onubense del Andévalo en que acompañó a su padre, su familia lo acomodó en el comercio asentándose en Moguer y posteriormente en Cádiz. Su hermano Julián le seguiría más tarde y, una vez bien situados en el tráfico de las Indias, fundarían en la gaditana calle Cobos la casa de comercio y giro Pascual de Tejada Hermanos, que en 1807 era una de las más poderosas y de mayor crédito de la Península.
En 1781, siendo todavía vecino de Moguer, fue recibido como caballero divisero hijodalgo del Solar de Tejada al igual que su padre, abuelo y demás antepasados, donde desempeñó durante varios años el cargo de diputado, además del de procurador fiscal en 1785, y el de alcalde mayor en 1791.
Sus contribuciones para la Guerra de la Independencia superaron las de los más opulentos mercaderes de Cádiz. En 1812, cuando su pariente, el también rico comerciante camerano y caballero divisero del Solar de Tejada, Simón de Ágreda y Martínez de Cabezón ejerció la vicepresidencia de la Junta Superior de Cádiz, tuvo a su lado a Romualdo Pascual de Tejada como primer vocal. Durante estos años críticos desempeñó igualmente cargos de responsabilidad en el Consulado Mercantil y en el Ayuntamiento de Cádiz.
Al igual que sucedió con otros comerciantes, la revolución y la independencia de los territorios de ultramar le llevó a la bancarrota, ya que las enormes sumas de que era acreedor en Buenos Aires, Lima y México nunca llegaron a Cádiz. Permaneció soltero y, a la hora su muerte, se encontraban hipotecados todos los bienes raíces de que era propietario.